# Manoir du Rouvre
Le manoir du Rouvre est un manoir situé à Neuvy-le-Roi (Indre-et-Loire) et inscrit aux monuments historiques le 25 octobre 1971.